# Unicodeblock Verschiedene mathematische Symbole-A
Der Unicodeblock Verschiedene mathematische Symbole-A (engl. Miscellaneous Mathematical Symbols, U+27C0 bis U+27EF) enthält vor allem Operatoren, zum Beispiel Operatoren der Datenbanktheorie (U+27D5 bis U+27D7), der Modallogik (U+27E0 bis U+27E5) sowie selten gebrauchte mathematische Klammern (U+27E6 bis U+27EE).
Weitere Blöcke mit mathematischen Symbolen sind der Unicodeblock Verschiedene mathematische Symbole-B, der Unicodeblock Mathematische Operatoren und der Unicodeblock Zusätzliche Mathematische Operatoren.

## Tabelle
Alle Zeichen haben die bidirektionale Klasse „Anderes neutrales Zeichen“.
| Unicodenummer  | Zeichen (400 %) | Kategorie                             | Offizielle Bezeichnung                           | Beschreibung                                                         |
| -------------- | --------------- | ------------------------------------- | ------------------------------------------------ | -------------------------------------------------------------------- |
| U+27C0 (10176) | ⟀               | mathematisches Symbol                 | THREE DIMENSIONAL ANGLE                          | Dreidimensionaler Winkel                                             |
| U+27C1 (10177) | ⟁               | mathematisches Symbol                 | WHITE TRIANGLE CONTAINING SMALL WHITE TRIANGLE   | Weißes Dreieck in einem weißen Dreieck                               |
| U+27C2 (10178) | ⟂               | mathematisches Symbol                 | PERPENDICULAR                                    | ist orthogonal zu                                                    |
| U+27C3 (10179) | ⟃               | mathematisches Symbol                 | OPEN SUBSET                                      | Offene Teilmenge                                                     |
| U+27C4 (10180) | ⟄               | mathematisches Symbol                 | OPEN SUPERSET                                    | Offene Obermenge                                                     |
| U+27C5 (10181) | ⟅               | öffnende Punktierung (eines Paars)    | LEFT S-SHAPED BAG DELIMITER                      | Linkes s-förmiges Trennzeichen für Multimengen                       |
| U+27C6 (10182) | ⟆               | schließende Punktierung (eines Paars) | RIGHT S-SHAPED BAG DELIMITER                     | Rechtes s-förmiges Trennzeichen für Multimengen                      |
| U+27C7 (10183) | ⟇               | mathematisches Symbol                 | OR WITH DOT INSIDE                               | Logisches Oder mit Punkt                                             |
| U+27C8 (10184) | ⟈               | mathematisches Symbol                 | REVERSE SOLIDUS PRECEDING SUBSET                 | Umgekehrter Schrägstrich gefolgt von Teilmenge                       |
| U+27C9 (10185) | ⟉               | mathematisches Symbol                 | SUPERSET PRECEDING SOLIDUS                       | Obermenge gefolgt von einem Schrägstrich                             |
| U+27CA (10186) | ⟊               | mathematisches Symbol                 | VERTICAL BAR WITH HORIZONTAL STROKE              | Senkrechter Strich mit Querstrich                                    |
| U+27CB (10187) | ⟋               | mathematisches Symbol                 | MATHEMATICAL RISING DIAGONAL                     | Mathematische steigende Diagonale                                    |
| U+27CC (10188) | ⟌               | mathematisches Symbol                 | LONG DIVISION                                    | Langes Divisionszeichen                                              |
| U+27CD (10189) | ⟍               | mathematisches Symbol                 | MATHEMATICAL FALLING DIAGONAL                    | Mathematische fallende Diagonale                                     |
| U+27CE (10190) | ⟎               | mathematisches Symbol                 | SQUARED LOGICAL AND                              | Logisches Und im Quadrat                                             |
| U+27CF (10191) | ⟏               | mathematisches Symbol                 | SQUARED LOGICAL OR                               | Logisches Oder im Quadrat                                            |
| U+27D0 (10192) | ⟐               | mathematisches Symbol                 | WHITE DIAMOND WITH CENTRED DOT                   | Weißes Karo mit Punkt in der Mitte                                   |
| U+27D1 (10193) | ⟑               | mathematisches Symbol                 | AND WITH DOT                                     | Logisches Und mit Punkt                                              |
| U+27D2 (10194) | ⟒               | mathematisches Symbol                 | ELEMENT OF OPENING UPWARDS                       | Nach oben zeigendes Elementzeichen                                   |
| U+27D3 (10195) | ⟓               | mathematisches Symbol                 | LOWER RIGHT CORNER WITH DOT                      | Untere rechte Ecke mit Punkt                                         |
| U+27D4 (10196) | ⟔               | mathematisches Symbol                 | UPPER LEFT CORNER WITH DOT                       | Obere rechte Ecke mit Punkt                                          |
| U+27D5 (10197) | ⟕               | mathematisches Symbol                 | LEFT OUTER JOIN                                  | Linker äußerer Verbund                                               |
| U+27D6 (10198) | ⟖               | mathematisches Symbol                 | RIGHT OUTER JOIN                                 | Rechter äußerer Verbund                                              |
| U+27D7 (10199) | ⟗               | mathematisches Symbol                 | FULL OUTER JOIN                                  | Voller äußerer Verbund                                               |
| U+27D8 (10200) | ⟘               | mathematisches Symbol                 | LARGE UP TACK                                    | Große nach oben zeigende Reißzwecke                                  |
| U+27D9 (10201) | ⟙               | mathematisches Symbol                 | LARGE DOWN TACK                                  | Große nach unten zeigende Reißzwecke                                 |
| U+27DA (10202) | ⟚               | mathematisches Symbol                 | LEFT AND RIGHT DOUBLE TURNSTILE                  | Linkes und rechtes doppeltes Drehkreuz                               |
| U+27DB (10203) | ⟛               | mathematisches Symbol                 | LEFT AND RIGHT TACK                              | Nach links und nach rechts zeigende Reißzwecke                       |
| U+27DC (10204) | ⟜               | mathematisches Symbol                 | LEFT MULTIMAP                                    | Linke Mehrfachzuordnung                                              |
| U+27DD (10205) | ⟝               | mathematisches Symbol                 | LONG RIGHT TACK                                  | Lange nach rechts zeigende Reißzwecke                                |
| U+27DE (10206) | ⟞               | mathematisches Symbol                 | LONG LEFT TACK                                   | Lange nach links zeigende Reißzwecke                                 |
| U+27DF (10207) | ⟟               | mathematisches Symbol                 | UP TACK WITH CIRCLE ABOVE                        | Nach oben zeigende Reißzwecke mit übergesetztem Kreis                |
| U+27E0 (10208) | ⟠               | mathematisches Symbol                 | LOZENGE DIVIDED BY HORIZONTAL RULE               | Durch horizontale Linie geteilter Rhombus                            |
| U+27E1 (10209) | ⟡               | mathematisches Symbol                 | WHITE CONCAVE-SIDED DIAMOND                      | Weißes Karo mit konkaven Seiten                                      |
| U+27E2 (10210) | ⟢               | mathematisches Symbol                 | WHITE CONCAVE-SIDED DIAMOND WITH LEFTWARDS TICK  | Weißes Karo mit konkaven Seiten mit nach links zeigendem Strichlein  |
| U+27E3 (10211) | ⟣               | mathematisches Symbol                 | WHITE CONCAVE-SIDED DIAMOND WITH RIGHTWARDS TICK | Weißes Karo mit konkaven Seiten mit nach rechts zeigendem Strichlein |
| U+27E4 (10212) | ⟤               | mathematisches Symbol                 | WHITE SQUARE WITH LEFTWARDS TICK                 | Weißes Quadrat mit nach links zeigendem Strichlein                   |
| U+27E5 (10213) | ⟥               | mathematisches Symbol                 | WHITE SQUARE WITH RIGHTWARDS TICK                | Weißes Quadrat mit nach rechts zeigendem Strichlein                  |
| U+27E6 (10214) | ⟦               | öffnende Punktierung (eines Paars)    | MATHEMATICAL LEFT WHITE SQUARE BRACKET           | Mathematische öffnende weiße eckige Klammer                          |
| U+27E7 (10215) | ⟧               | schließende Punktierung (eines Paars) | MATHEMATICAL RIGHT WHITE SQUARE BRACKET          | Mathematische schließende weiße eckige Klammer                       |
| U+27E8 (10216) | ⟨               | öffnende Punktierung (eines Paars)    | MATHEMATICAL LEFT ANGLE BRACKET                  | Mathematische öffnende spitze Klammer                                |
| U+27E9 (10217) | ⟩               | schließende Punktierung (eines Paars) | MATHEMATICAL RIGHT ANGLE BRACKET                 | Mathematische schließende spitze Klammer                             |
| U+27EA (10218) | ⟪               | öffnende Punktierung (eines Paars)    | MATHEMATICAL LEFT DOUBLE ANGLE BRACKET           | Mathematische öffnende doppelte spitze Klammer                       |
| U+27EB (10219) | ⟫               | schließende Punktierung (eines Paars) | MATHEMATICAL RIGHT DOUBLE ANGLE BRACKET          | Mathematische schließende doppelte spitze Klammer                    |
| U+27EC (10220) | ⟬               | öffnende Punktierung (eines Paars)    | MATHEMATICAL LEFT WHITE TORTOISE SHELL BRACKET   | Mathematische öffnende hohle stumpfe Klammer                         |
| U+27ED (10221) | ⟭               | schließende Punktierung (eines Paars) | MATHEMATICAL RIGHT WHITE TORTOISE SHELL BRACKET  | Mathematische schließende hohle stumpfe Klammer                      |
| U+27EE (10222) | ⟮               | öffnende Punktierung (eines Paars)    | MATHEMATICAL LEFT FLATTENED PARENTHESIS          | Mathematische öffnende abgeflachte runde Klammer                     |
| U+27EF (10223) | ⟯               | schließende Punktierung (eines Paars) | MATHEMATICAL RIGHT FLATTENED PARENTHESIS         | Mathematische schließende abgeflachte runde Klammer                  |